# Räntämäki
Räntämäki est un quartier du district Nummi-Halinen à Turku en Finlande,.

## Description
Räntämäki est à environ trois kilomètres au nord-est du centre-ville de Turku.
À l'ouest, le quartier est bordé par la rivière Vähäjoki, au sud par le lit de la Topinoja et à l'est se trouve la zone industrielle d'Oriketo.
Le quartier est surtout construit de maisons individuelles et de bâtiments des résidences universitaires.
Räntämäki est desservi par la route régionale 222
Le village de Räntämäki est né à l'époque préhistorique, et à l'origine le nom désignait l'ensemble de Maaria (fi). 
L'emblème du quartier est l'église Sainte-Marie. 
L'ancienne maison en bois du presbytère de Sainte-Marie est connue pour être la plus ancienne maison en bois de la région actuelle de Turku. 
Räntämäki abrite aussi l'institut chrétien de Turku, le parc d'Ingegerd et la colline fortifiée de Prusi.

## Galerie

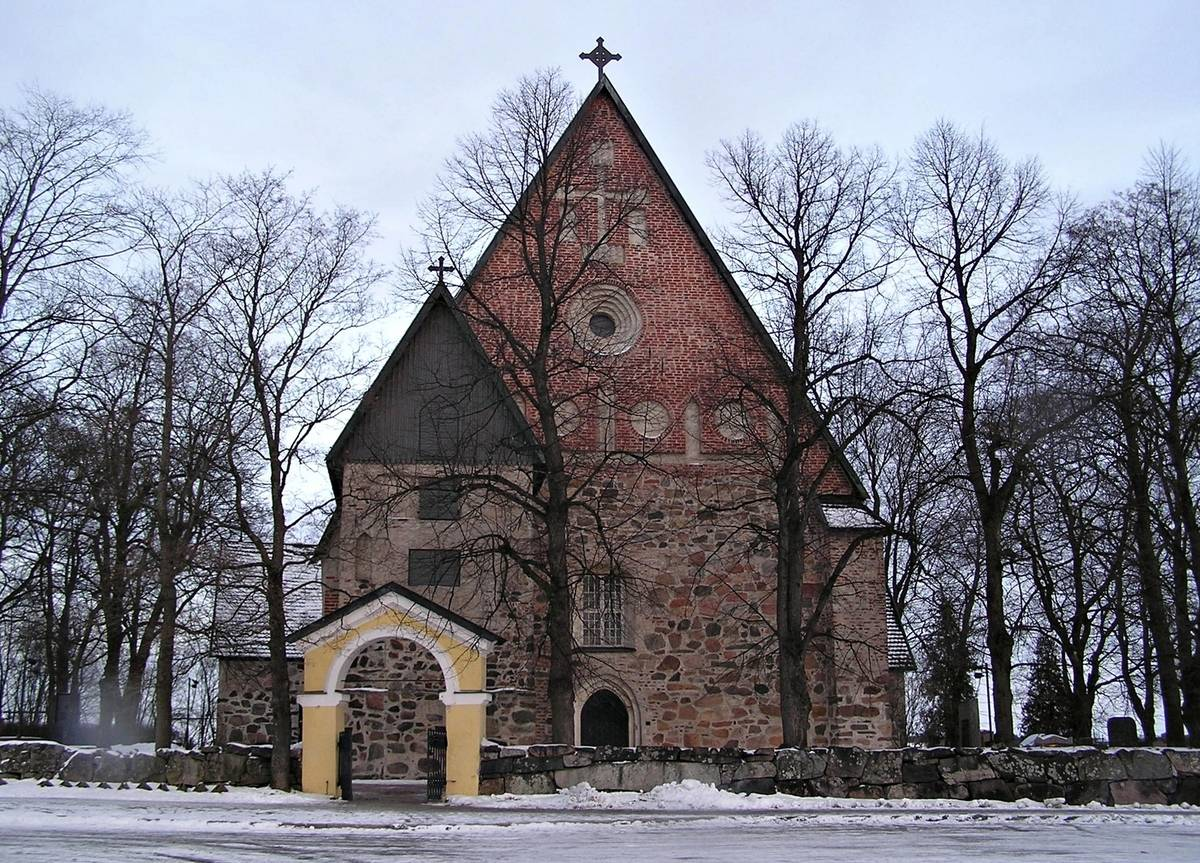
Église Sainte-Marie.
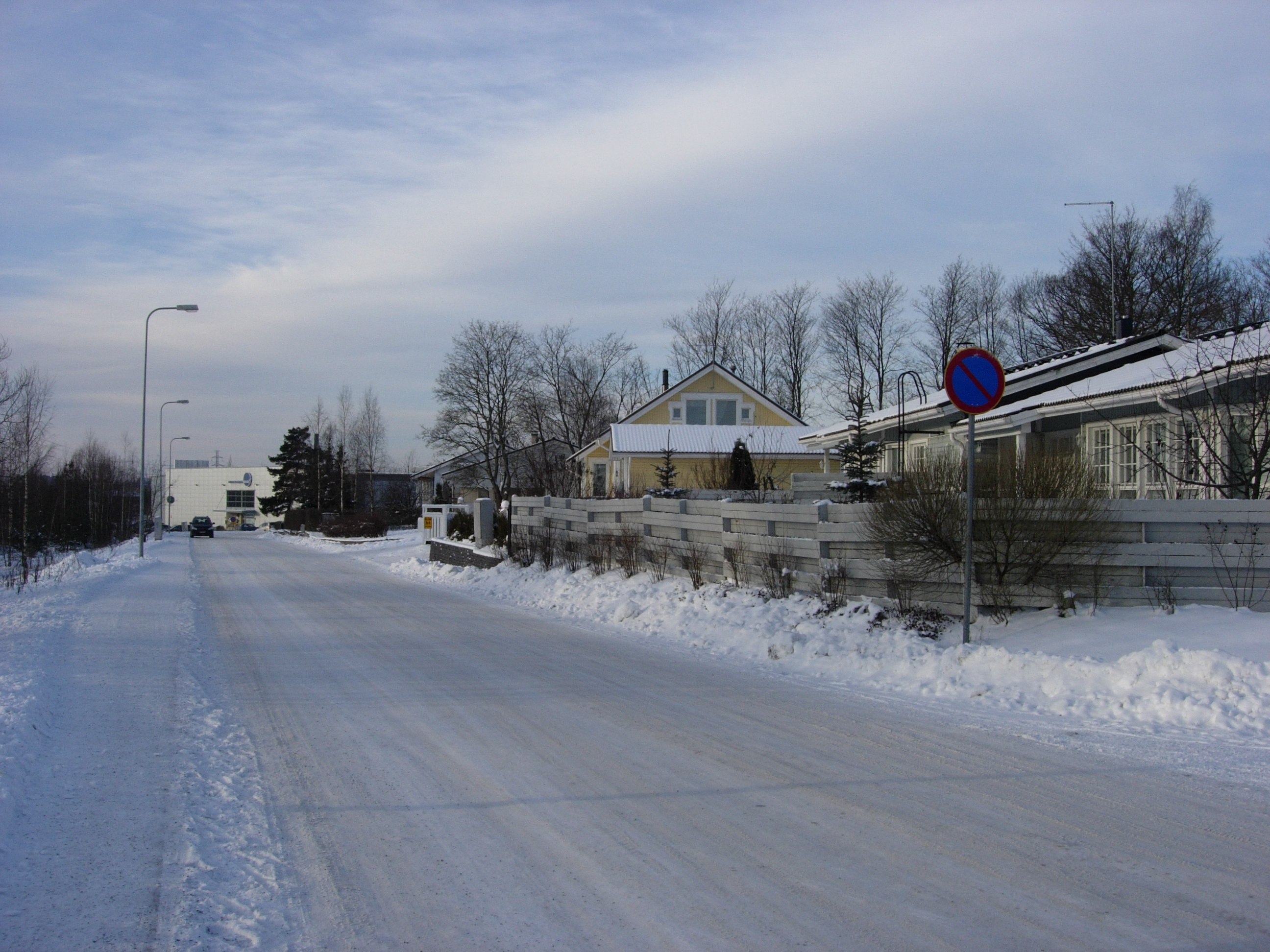
Rue Siutlankatu.
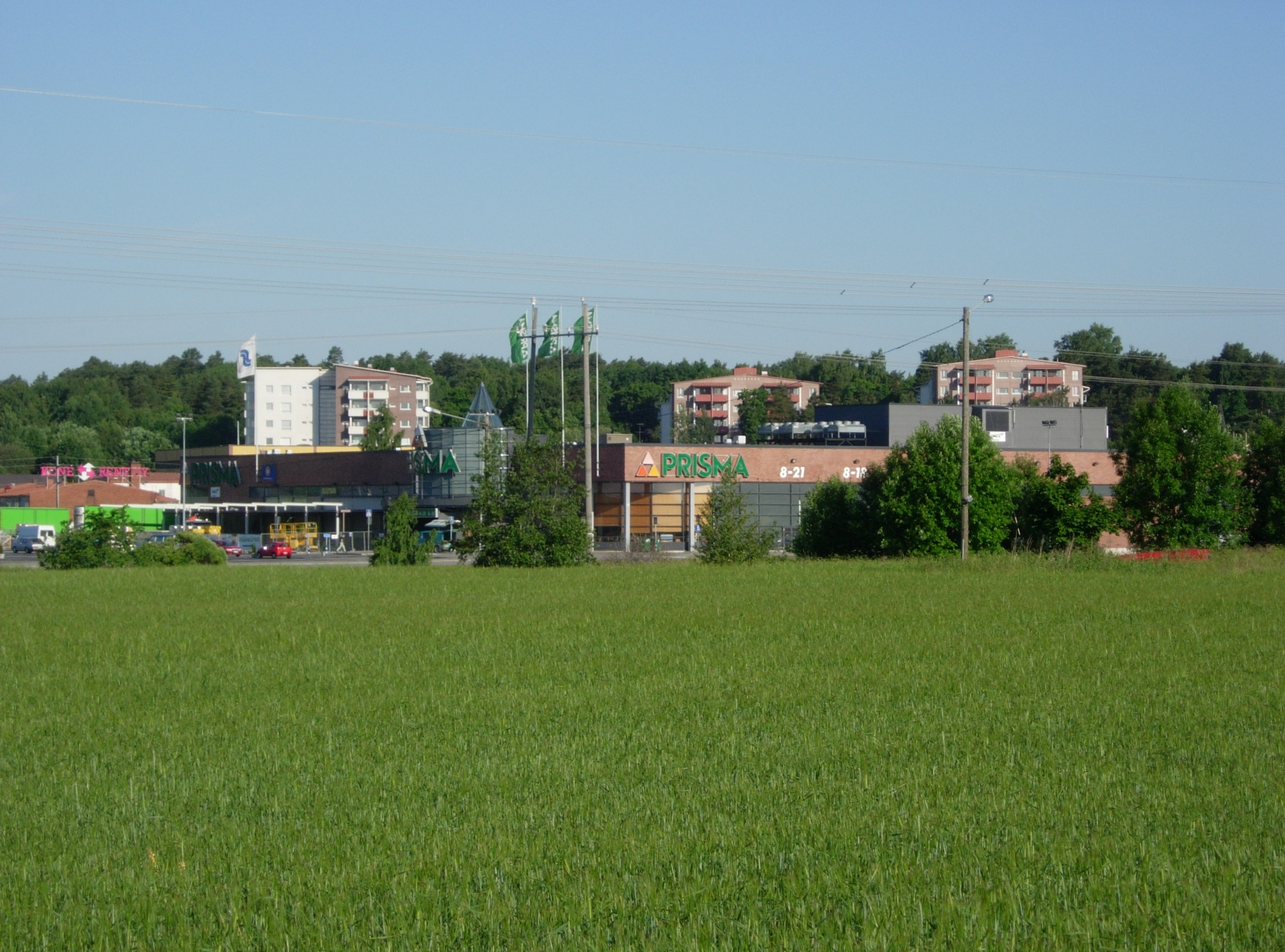
Prisma de Tampereentie vu de Koroistentie.
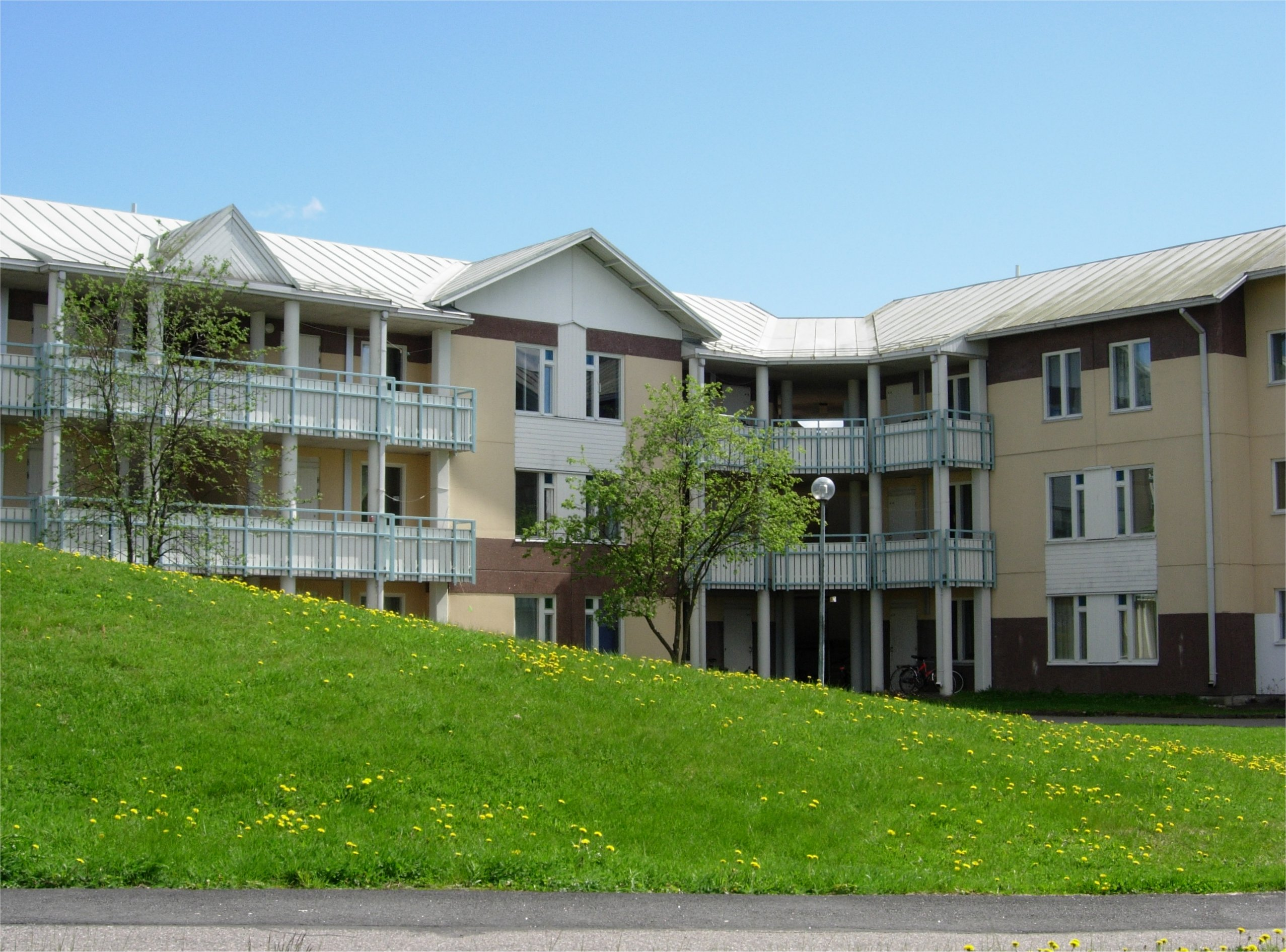
Kuunsilta.
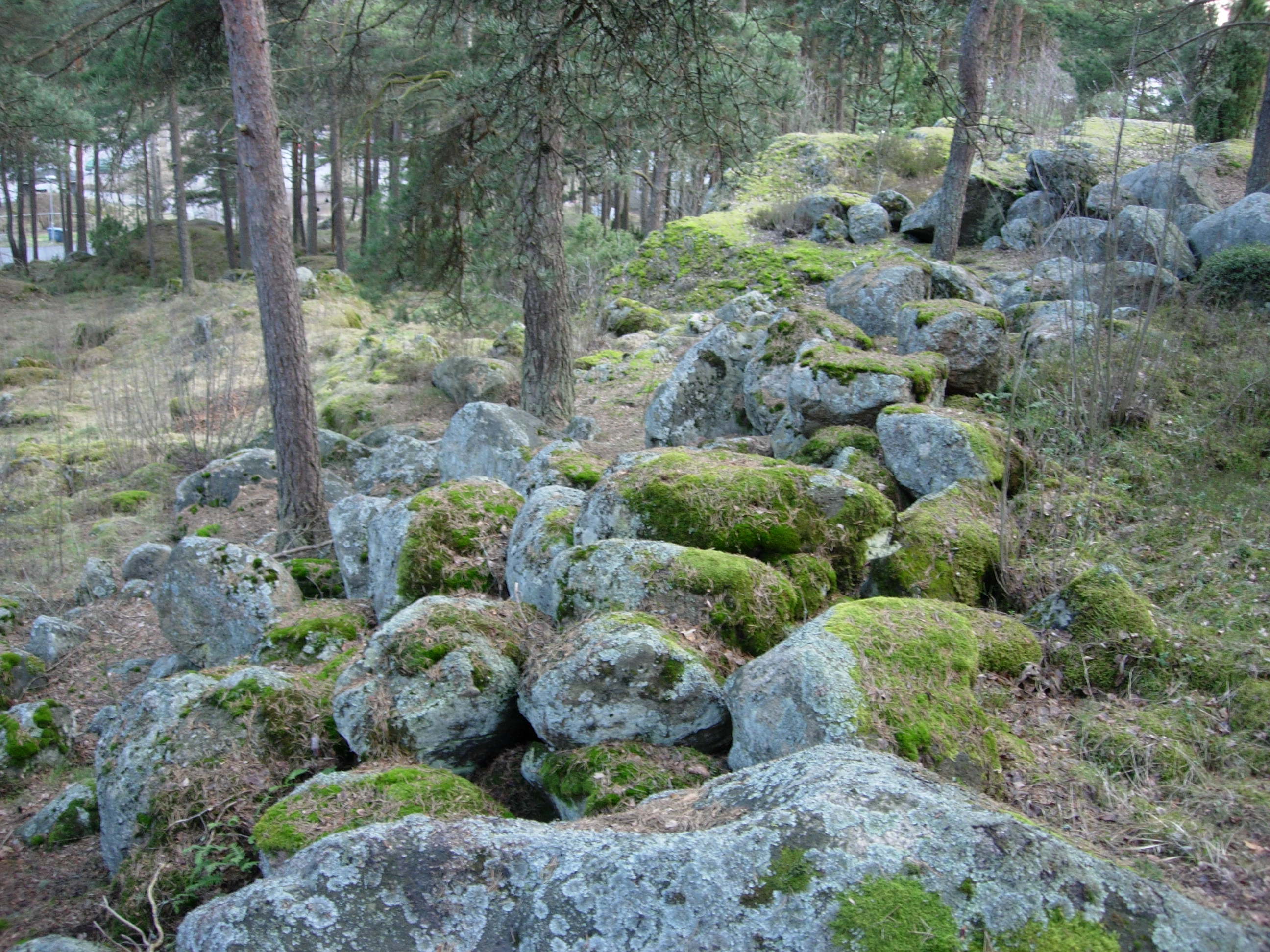
Colline fortifiée de Linnasmäki.
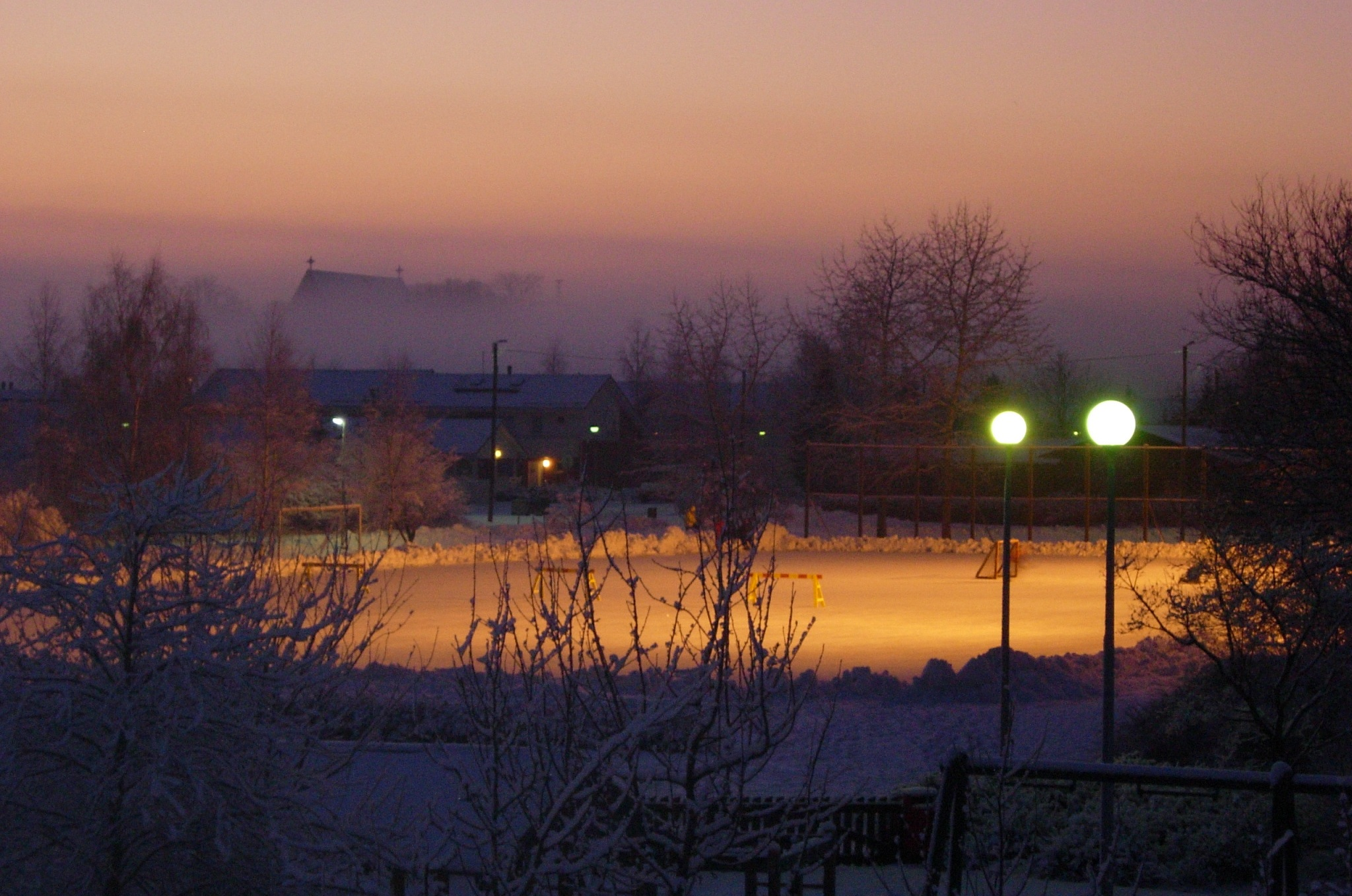
Terrain de Räimä dans le parc d'Ingegerd.